# Jamie Lee Curtis
Jamie Lee Curtis, Barunica Haden-Guest (Los Angeles, 22. studenog 1958.) je američka glumica i spisateljica dječjih knjiga.
Slavni glumci Janet Leigh i Tony Curtis su njeni roditelji. Svojeg supruga, glumca Christophera Guesta, je upoznala preko agenta, kada se zaljubila u njegovu sliku na naslovnici časopisa Rolling Stone. Zajedno su usvojili dvoje djece; Annie i Thomas. Kao glumica je slavu stekla 1978. horor filmom Noć vještica kojeg je režirao John Carpenter. Za komediju Kolo sreće je 1983. osvojila nagradu BAFTA, a za Istinite laži iz 1994. Zlatni globus. 

## Ostale nagrade
Osvojena nagrada Saturn u kategoriji najbolje glumice (na filmu), za film Istinite laži (eng. True Lies).

## Vanjske poveznice
- Jamie Lee Curtis u internetskoj bazi filmova IMDb-u (engl.)